# Aarauer Zeitung
Die Aarauer Zeitung war eine regionale, liberal orientierte, in Aarau von 1814 bis 1821 herausgegebene Zeitung in der Schweiz. Sie erschien jeweils jeden Montag, Mittwoch und Samstag.
Die Zeitung war die Nachfolgerin der 1813 eingestellten Miszellen für die neueste Weltkunde. Sie war damals ein wichtiges Schweizer Journal mit einer Auflagenzahl von mehreren tausend Exemplaren, sah sich aber aufgrund ihrer unerschrockenen Berichterstattung politischer Verfolgung ausgesetzt. Heinrich Remigius Sauerländer war Herausgeber und Chefredakteur. Für das Verfassen der inländischen Nachrichten war der liberale Publizist und Politiker Paul Usteri zuständig; den Auslandsteil betreuten u. a. Friedrich Heldmann und Johann Baptist von Pfeischifter. Im Juli 1821 fusionierte die Aarauer Zeitung mit der Zürcher Zeitung zur noch heute bestehenden Neuen Zürcher Zeitung.